# Aero Rent
Aero Rent Airlines (En ruso: Аэро Рент Авиакомпания) fue una aerolínea chárter con base en el Aeropuerto Internacional Vnukovo de Moscú, Rusia. Ofrecía vuelos chárter de pasajeros a nivel nacional e internacional, así como un servicio de carga que operaba regularmente. Aero Rent fue una de las líneas aéreas de vuelos chárter más exitosa del mundo, siendo la más exitosa dentro de la Federación Rusa. Cesó sus actividades en el mes de noviembre de 2011.

## Historia
Aero Rent Airlines se fundó el 9 de marzo de 1995 en Moscú, Rusia. Desde un principio la aerolínea fue propuesta como una aerolínea chárter, pero no empezó a operar hasta 2001, cuando se le concedió el permiso de vuelo nacional e internacional.
Su flota inicial estaba compuesta por dos Yakovlev Yak-40, a los cuales con el paso de los años se les fueron agregando un British Aerospace BAe 125, dos Tupolev Tu-134A3 y dos Tupolev Tu-154B2.
En el año 2006, la aerolínea ofreció por primera vez servicios de carga, creando así una subsidiaria llamada Aero Rent Cargo, la cual operaba servicios de carga regulares y chárter.

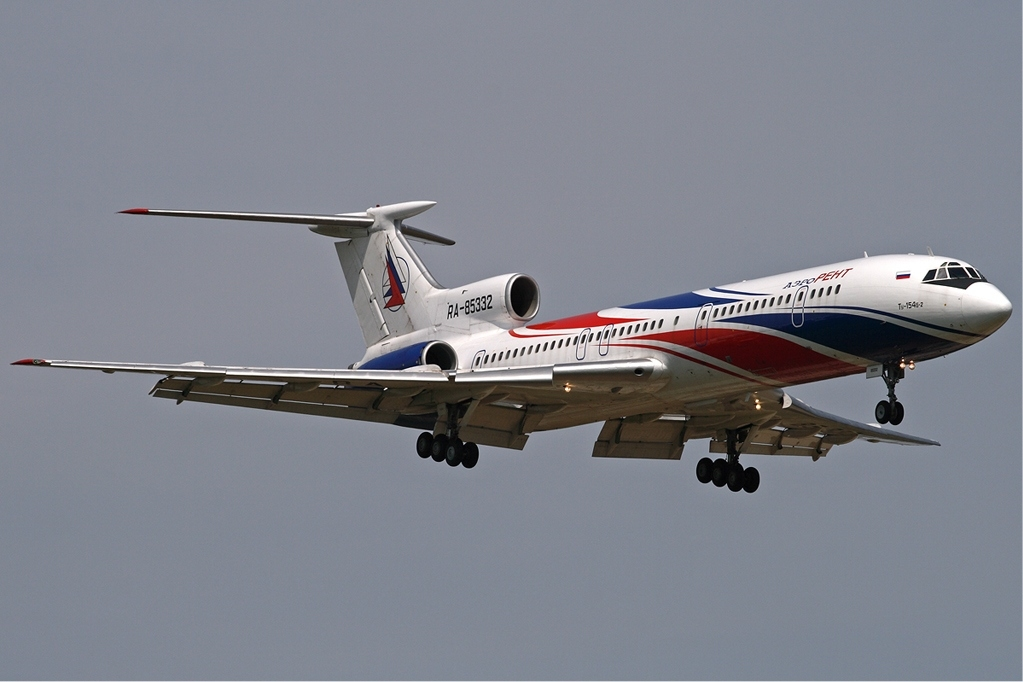
Tu-154B2 de la aerolínea con el esquema de colores finañl

En el año 2009, la administración de aviación civil de Rusia le renovó el permiso de vuelo a la aerolínea y la compañía tuvo planes de adquirir algunos aviones de fabricación occidental sin embargo cesó sus actividades en noviembre de 2011.

## Servicios
La aerolínea se especializaba en servicios de vuelos chárter y vuelos VIP, ofreciendo varios aviones de fabricación soviética al usuario.

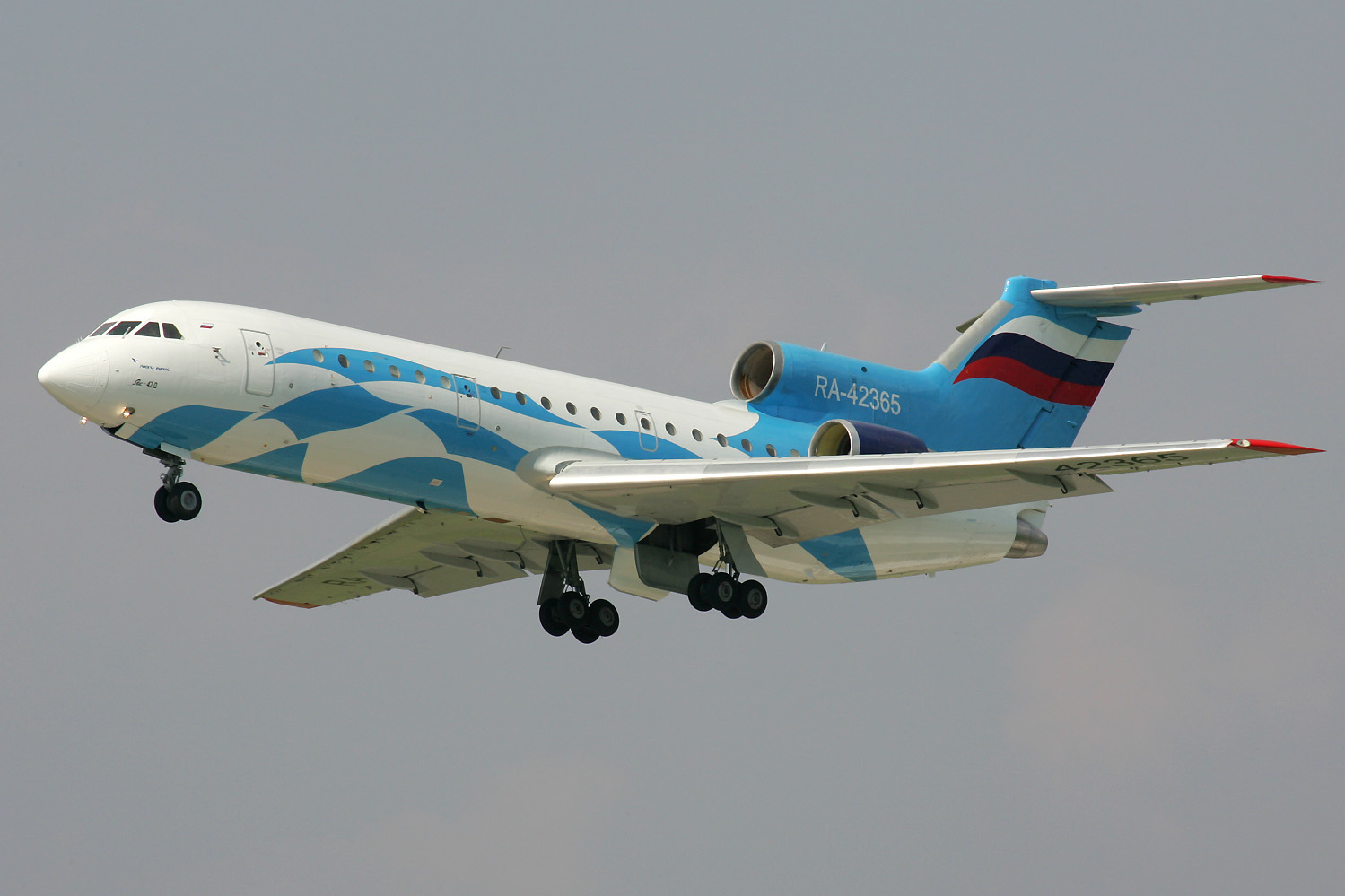
Yakovlev Yak-42 de la aerolínea con el esquema de colores conmemorativo de su fundación

Los pasajeros de la aerolínea no usaban las salas de espera comunes, en su lugar utilizaban las salas VIP y salas oficiales en los aeropuertos que disponían de estas. A bordo la aerolínea ofrecía servicio en vuelo, comida y bebidas, con un menú que variaba según el origen y el destino del vuelo.

## Flota

### Flota de pasajeros
- 1 BAe 125

- 2 Tupolev Tu-134A3

- 2 Tupolev Tu-154, versiones M y B2

- 2 Yakovlev Yak-40

- 1 Yakovlev Yak-42

### Flota de carga
- 3 Ilyushin Il-76TD